# Vácuo falso

Um campo escalar φ (que representa a posição física) em um vácuo falso. A energia E é maior no vácuo falso do que no vácuo verdadeiro ou no estado fundamental, mas há uma barreira impedindo o campo de rolar clássicamente para o vácuo verdadeiro. Portanto, a transição para o vácuo verdadeiro deve ser estimulada pela criação de partículas de alta energia ou através de tunelamento quântico.

Na teoria quântica de campos, um falso vácuo é um estado de vácuo quântico hipotético que é relativamente estável, mas não no estado mais estável possível. Nessa condição, é chamado de metaestável. Pode durar por um tempo muito longo nesse estado, mas eventualmente pode decair para o estado mais estável, um evento conhecido como decaimento do vácuo falso. A sugestão mais comum de como esse decaimento pode ocorrer em nosso universo é chamada de nucleação de bolhas - se uma pequena região do universo por acaso alcançar um vácuo mais estável, essa "bolha" (também chamada de "salto") se espalharia.
Um vácuo falso existe em um mínimo local de energia e, portanto, não é completamente estável, ao contrário de um vácuo verdadeiro, que existe em um mínimo global e é estável.

## Definição de vácuo verdadeiro vs. falso
Um vácuo é definido como um espaço com o mínimo possível de energia. Apesar do nome, o vácuo ainda possui campos quânticos. Um vácuo verdadeiro é estável porque está em um mínimo global de energia, e comumente se assume que coincide com o estado físico de vácuo em que vivemos. É possível que um estado físico de vácuo seja uma configuração de campos quânticos representando um mínimo local, mas não mínimo global de energia. Esse tipo de estado de vácuo é chamado de "vácuo falso".

## Implicações

### Ameaça existencial
Se o nosso universo estiver em um estado de vácuo falso em vez de um estado de vácuo verdadeiro, então o decaimento do vácuo falso menos estável para o vácuo verdadeiro mais estável (chamado de decaimento do vácuo falso) poderia ter consequências dramáticas. Os efeitos podem variar desde a cessação completa das forças fundamentais, partícula elementar e as estruturas que as compõem, até mudanças sutis em alguns parâmetros cosmológicos, dependendo principalmente da diferença de potencial entre o vácuo verdadeiro e falso. Alguns cenários de decaimento do vácuo falso são compatíveis com a sobrevivência de estruturas como galáxias, estrelas, e até mesmo vida biológica, enquanto outros envolvem a completa destruição da matéria bariônica. ou até mesmo o colapso gravitacional imediato do universo. Neste caso mais extremo, a probabilidade de formação de uma "bolha" é muito baixa (ou seja, o decaimento do vácuo falso pode ser impossível).
Um artigo de Coleman e de Luccia, que tentou incluir pressupostos gravitacionais simples nessas teorias, observou que se esta fosse uma representação precisa da natureza, então o universo resultante "dentro da bolha" em tal caso pareceria ser extremamente instável e quase imediatamente entraria em colapso:
Em geral, a gravitação torna a probabilidade de decaimento do vácuo menor; no caso extremo de uma diferença muito pequena na densidade de energia, ela pode até mesmo estabilizar o vácuo falso, impedindo completamente o decaimento do vácuo. Acreditamos entender isso. Para que o vácuo decaia, deve ser possível construir uma bolha com energia total zero. Na ausência de gravitação, isso não é problema, não importa quão pequena seja a diferença na densidade de energia; tudo o que se tem que fazer é tornar a bolha grande o suficiente, e a razão volume/superfície fará o trabalho. Na presença de gravitação, porém, a densidade de energia negativa do verdadeiro vácuo distorce a geometria dentro da bolha, com o resultado de que, para uma densidade de energia pequena o suficiente, não há bolha com uma razão volume/superfície grande o suficiente. Dentro da bolha, os efeitos da gravitação são mais dramáticos. A geometria do espaço-tempo dentro da bolha é a do espaço anti-de Sitter, um espaço muito semelhante ao espaço convencional de espaço de Sitter, exceto que seu grupo de simetrias é O(3,2) em vez de O(4,1). Embora este espaço-tempo seja livre de singularidades, ele é instável sob pequenas perturbações e sofre inevitavelmente um colapso gravitacional do mesmo tipo que o estado final de um universo de Friedmann em contração. O tempo necessário para o colapso do universo interior é da ordem de ... microssegundos ou menos.

A possibilidade de estarmos vivendo em um vácuo falso nunca foi uma perspectiva alegre de se contemplar. O decaimento do vácuo é a derradeira catástrofe ecológica; no novo vácuo existem novas constantes da natureza; após o decaimento do vácuo, não apenas a vida como a conhecemos é impossível, mas também a química como a conhecemos. No entanto, sempre se poderia encontrar conforto estóico na possibilidade de que talvez, com o tempo, o novo vácuo sustentaria, se não a vida como a conhecemos, pelo menos algumas estruturas capazes de conhecer a alegria. Esta possibilidade agora foi eliminada.

O segundo caso especial é o decaimento em um espaço de constante cosmológica nula, o caso que se aplica se estivermos vivendo nos detritos de um vácuo falso que decaiu em algum período cósmico inicial. Este caso nos apresenta uma física menos interessante e menos ocasiões para excessos retóricos do que o anterior. Agora é o interior da bolha que é um espaço de espaço Minkowski ordinário ... — Sidney Coleman e Frank De Luccia
Em um artigo de 2005 publicado na Nature, como parte de sua investigação sobre os risco global catastróficos, o físico do MIT Max Tegmark e o filósofo de Oxford Nick Bostrom calculam os riscos naturais de destruição da Terra em menos de 1/109 por ano a partir de todos os eventos naturais (ou seja, não antropogênicos), incluindo uma transição para um estado de vácuo mais baixo. Eles argumentam que devido aos efeitos de seleção do observador, podemos subestimar as chances de sermos destruídos pelo decaimento do vácuo porque qualquer informação sobre esse evento só nos alcançaria no momento em que também fôssemos destruídos. Isso contrasta com eventos como riscos de impactos, explosões de raios gama, supernovas e hipernovas, cujas frequências temos medidas diretas adequadas.

### Inflação
Um número de teorias sugere que a inflação cósmica pode ser um efeito de um vácuo falso decair para o vácuo verdadeiro. A própria inflação pode ser consequência do campo de Higgs preso em um estado de vácuo falso. com o auto-acoplamento λ do Higgs e sua função βλ muito próxima de zero na escala de Planck.:218 Um futuro colisor de elétrons-pósitrons seria capaz de fornecer as medidas precisas do quark top necessárias para tais cálculos.
A teoria da inflação caótica sugere que o universo pode estar em um estado de vácuo falso ou verdadeiro. Alan Guth, em sua proposta original para a inflação cósmica, propôs que a inflação poderia terminar através da nucleação de bolhas quânticas mecânicas do tipo descrito acima. Veja história da teoria da inflação caótica. Logo se compreendeu que um universo homogêneo e isotrópico não poderia ser preservado através do processo violento de tunelamento. Isso levou Andrei Linde e, independentemente, Andreas Albrecht e Paul Steinhardt, propuseram "nova inflação" ou "inflação de rolagem lenta", na qual não ocorre tunelamento, e o campo escalar inflacionário em vez disso se apresenta como uma suave inclinação.
Em 2014, pesquisadores do Instituto de Física e Matemática de Wuhan da Academia Chinesa de Ciências sugeriram que o universo poderia ter sido criado espontaneamente a partir do nada (sem espaço, tempo nem matéria) por flutuação quânticas de um vácuo falso metaestável causando uma bolha em expansão de vácuo verdadeiro.

## Variedades de decaimento do vácuo

### Decaimento do vácuo eletrofraco

Paisagem de estabilidade do vácuo eletrofraco conforme estimado em 2012

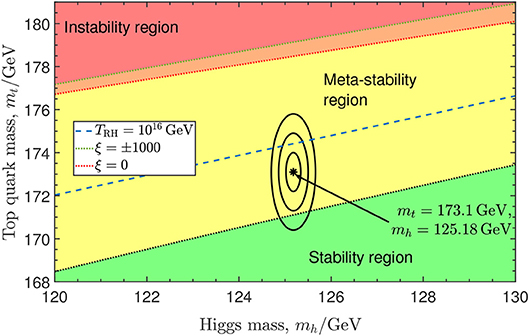
Paisagem de estabilidade do vácuo eletrofraco conforme estimado em 2018. T_{RH} é a energia de unificação grandiosa. ξ é o grau de acoplamento não mínimo entre as forças fundamentais.

Os critérios de estabilidade para a interação eletrofraca foram formulados pela primeira vez em 1979 como uma função das massas do bóson de Higgs teórico e do férmion mais pesado. A descoberta do quark top em 1995 e do bóson de Higgs em 2012 permitiram aos físicos validar os critérios experimentalmente, portanto, desde 2012, a interação eletrofraca é considerada como o candidato mais promissor para uma força fundamental fundamental. A hipótese correspondente do vácuo falso é chamada de 'Instabilidade do vácuo eletrofraco' ou 'Instabilidade do vácuo de Higgs'. O estado presente do vácuo falso é chamado de {\displaystyle dS} (espaço de de Sitter), enquanto o vácuo verdadeiro tentativo é chamado de {\displaystyle AdS} (espaço de Anti-de Sitter).
Os diagramas mostram as faixas de incerteza das massas do bóson de Higgs e do quark top como linhas em forma de oval. As cores subjacentes indicam se o estado do vácuo eletrofraco é provavelmente estável, apenas de longa duração ou completamente instável para uma determinada combinação de massas. A hipótese da "decadência do vácuo eletrofraco" às vezes foi mal relatada como o bóson de Higgs "encerrando" o universo. 
A 125,18 ± 0,16 GeV/c²   A massa do bóson de Higgs provavelmente está do lado metaestável da fronteira estável-metaestável (estimada em 2012 como 123,8–135,0 GeV).) No entanto, uma resposta definitiva requer medidas muito mais precisas da massa de polo do quark top, embora a melhoria na precisão da medição das massas do bóson de Higgs e do quark top tenha reforçado ainda mais a afirmação de que o vácuo eletrofraco físico está no estado metaestável até 2018. No entanto, novas físicas Física além do Modelo Padrão de Física de Partículas poderiam mudar drasticamente as linhas de divisão da paisagem de estabilidade, tornando os critérios de estabilidade e metaestabilidade anteriores incorretos.
A reanálise da execução do LHC de 2015 a 2018 em 2022 resultou em uma massa ligeiramente menor para o quark top, de 171,77 ±0,38 GeV, próxima da linha de estabilidade do vácuo, mas ainda na zona metaestável.
Se as medições do bóson de Higgs e do quark top sugerirem que nosso universo está dentro de um vácuo falso desse tipo, isso implicaria que os efeitos da bolha se propagarão pelo universo quase à velocidade da luz a partir de sua origem no espaço-tempo. Um cálculo direto dentro do Modelo Padrão da vida útil do nosso estado de vácuo mostra que é maior que {\displaystyle 10^{65}{\text{anos}}} com 95% de confiança.

### Outros modos de decaimento
- Decaimento para um menor valor esperado do vácuo, resultando em uma diminuição do efeito Casimir e na desestabilização do próton.[10]
- Decaimento para o vácuo com massa neutrino maior (pode ter ocorrido até poucos bilhões de anos atrás).[7]
- Decaimento para o vácuo sem energia escura.[8]
- Decaimento do vácuo falso a temperatura finita[36] foi primeiro observado em superfluidos ferromagnéticos de átomos ultragelados.[37]

## Nucleação de bolhas
Quando o vácuo falso decai, o vácuo verdadeiro de menor energia se forma através de um processo conhecido como nucleação de bolhas. Neste processo, os efeitos do instanton causam a formação de uma bolha contendo o vácuo verdadeiro. As paredes da bolha (ou paredes de domínio) têm uma tensão superficial positiva, pois a energia é gasta enquanto os campos rolam sobre a barreira de potencial para o vácuo verdadeiro. O primeiro tende ao cubo do raio da bolha enquanto o último é proporcional ao quadrado de seu raio, então há um tamanho crítico {\displaystyle R_{c}} no qual a energia total da bolha é zero; bolhas menores tendem a encolher, enquanto bolhas maiores tendem a crescer. Para poder nucleação, a bolha deve superar uma barreira energética de altura

| {\displaystyle \Phi _{c}={\frac {3\gamma }{4R^{2}}}-\Delta \Phi ,} | \| \| \| \| \| \| \| \| | (Eq. 1) |
|                                                                    |                         |         |
|                                                                    |                         |         |
 onde {\displaystyle \Delta \Phi } é a diferença de energia entre os vácuos verdadeiro e falso, {\displaystyle \gamma } é a (possivelmente extremamente grande) tensão superficial desconhecida da parede de domínio, e {\displaystyle R} é o raio da bolha. Reescrevendo Eq. 1 dá o raio crítico como

| {\displaystyle R_{c}={\sqrt {\frac {3\gamma }{4\Delta \Phi }}}.} | \| \| \| \| \| \| \| \| | (Eq. 2) |
|                                                                  |                         |         |
|                                                                  |                         |         |

Uma bolha menor que o tamanho crítico pode superar a barreira de potencial através do tunelamento quântico de instantons para estados de energia mais baixos. Para uma barreira de potencial grande, a taxa de tunelamento por unidade de volume de espaço é dada por

| {\displaystyle \omega \approx {\frac {1}{\gamma }}{\sqrt {\frac {2\Phi _{c}}{\hbar }}}e^{-\Phi _{c}/\hbar },} | \| \| \| \| \| \| \| \| | (Eq. 3) |
| |                         |         |
| |                         |         |
onde {\displaystyle \hbar } é a constante de Planck reduzida. Assim que uma bolha de vácuo de menor energia cresce além do raio crítico definido por Eq. 2, a parede da bolha começará a acelerar para fora. Devido à diferença tipicamente grande de energia entre os vácuos falso e verdadeiro, a velocidade da parede se aproxima extremamente rapidamente da velocidade da luz. A bolha não produz quaisquer efeitos gravitacionais porque a densidade de energia negativa do interior da bolha é cancelada pela energia cinética positiva da parede.
Pequenas bolhas de vácuo verdadeiro podem ser infladas até o tamanho crítico fornecendo energia, embora as densidades de energia necessárias sejam várias ordens de magnitude maiores do que as alcançadas em qualquer processo natural ou artificial. Também se pensa que certos ambientes podem catalisar a formação de bolhas, reduzindo a barreira de potencial.
A parede da bolha tem uma espessura finita, dependendo da razão entre a barreira de energia e o ganho de energia obtido pela criação do vácuo verdadeiro. No caso em que a altura da barreira de potencial entre os vácuos verdadeiro e falso é muito menor do que a diferença de energia entre os vácuos, a espessura da casca se torna comparável ao raio crítico.

### Sementes de nucleação
Em geral, acredita-se que a gravidade estabilize um estado de vácuo falso, pelo menos para a transição de {\displaystyle dS} (espaço de de Sitter) para {\displaystyle AdS} (espaço anti-de Sitter), enquanto defeitos topológicos, incluindo cordas cósmicas e monopolo magnéticos podem aumentar a probabilidade de decaimento.

#### Buracos negros como sementes de nucleação
Em um estudo em 2015, foi apontado que a taxa de decaimento do vácuo poderia ser vastamente aumentada nas proximidades dos buracos negros, que serviriam como uma semente de nucleação. De acordo com este estudo, um decaimento do vácuo potencialmente catastrófico poderia ser desencadeado a qualquer momento por buraco negro primordials, caso existam. Os autores observam, no entanto, que se os buracos negros primordiais causarem o colapso de um vácuo falso, isso deveria ter acontecido muito antes da evolução humana na Terra. Um estudo subsequente em 2017 indicou que a bolha entraria em colapso em um buraco negro primordial em vez de se originar dele, seja por um colapso ordinário ou por dobrar o espaço de tal forma que se desintegre em um novo universo. Em 2019, descobriu-se que, embora buracos negros pequenos e não giratórios possam aumentar a taxa de nucleação do vácuo verdadeiro, buracos negros giratórios rapidamente estabilizarão vácuos falsos para taxas de decaimento menores do que o esperado para o espaço-tempo plano.
Se colisões de partículas produzem mini buracos negros, então colisões energéticas como as produzidas no Grande Colisor de Hádrons (LHC) poderiam desencadear tal evento de decaimento do vácuo, um cenário que tem atraído a atenção da mídia. Provavelmente é irrealista, porque se tais mini buracos negros pudessem ser criados em colisões, eles também seriam criados em colisões muito mais energéticas de partículas de radiação cósmica com superfícies planetárias ou durante a vida inicial do universo como buraco negro primordials tentativos. Hut e Rees observam que, porque as colisões de raios cósmicos foram observadas em energias muito mais altas do que aquelas produzidas em aceleradores de partículas terrestres, esses experimentos não deveriam, pelo menos no futuro previsível, representar uma ameaça ao nosso vácuo atual. Os aceleradores de partículas alcançaram energias de apenas aproximadamente oito tera elétron-volts (8×1012 eV). Colisões de raios cósmicos foram observadas em energias de 5×1019 eV e além, seis milhões de vezes mais poderosas – o chamado Limite de Greisen–Zatsepin–Kuzmin – e os raios cósmicos nas proximidades da origem podem ser ainda mais poderosos. John Leslie argumentou que se as tendências atuais continuarem, os aceleradores de partículas excederão a energia liberada em colisões de raios cósmicos ocorridas naturalmente até o ano de 2150. Medos desse tipo foram levantados por críticos tanto do Colisor de Íons Pesados Relativísticos quanto do Grande Colisor de Hádrons no momento de suas respectivas propostas, e foram considerados infundados por meio de investigação científica.
Em um artigo de 2021 por Rostislav Konoplich e outros, postulou-se que a área entre um par de buracos negros grandes à beira de colidir poderia fornecer as condições para criar bolhas de "vácuo verdadeiro". Superfícies interseccionadas entre essas bolhas poderiam então se tornar infinitamente densas e formar micro buracos negros. Estes, por sua vez, evaporariam emitindo radiação Hawking nos cerca de 10 milissegundos antes que os buracos negros maiores colidissem e devorassem quaisquer bolhas ou micro buracos negros em seu caminho. A teoria poderia ser testada observando a radiação Hawking emitida pouco antes da fusão dos buracos negros.

## Propagação de bolhas
Uma parede de bolha, propagando-se para fora a quase a velocidade da luz, tem uma espessura finita, dependendo da razão entre a barreira de energia e o ganho de energia obtido pela criação do vácuo verdadeiro. No caso em que a altura da barreira de potencial entre os vácuos verdadeiro e falso é muito menor do que a diferença de energia entre os vácuos, a espessura da parede da bolha se torna comparável ao raio crítico.
Partículas elementares que entram na parede provavelmente se decairão em outras partículas ou buracos negros. Se todos os caminhos de decaimento levarem a partículas muito massivas, a barreira de energia desse decaimento pode resultar em uma bolha estável de vácuo falso (também conhecida como uma Bola de Fermi) envolvendo a partícula de vácuo falso em vez de um decaimento imediato. Objetos de múltiplas partículas podem ser estabilizados como Q-balls, embora esses objetos eventualmente colidirão e se decairão em buracos negros ou partículas de vácuo verdadeiro.

## Decaimento do vácuo falso na ficção
O evento de decaimento do vácuo falso é ocasionalmente usado como um dispositivo de enredo em obras que retratam um evento apocalíptico.
- 1988 por Geoffrey A. Landis em seu conto de ficção científica Estados de Vácuo[60]
- 2000 por Stephen Baxter em seu romance de ficção científica Time[61]
- 2002 por Greg Egan em seu romance de ficção científica Schild's Ladder
- 2008 por Koji Suzuki em seu romance de ficção científica Edge
- 2015 por Alastair Reynolds em seu romance de ficção científica Poseidon's Wake